# Judensau
Uma Judensau ("porca judia"), é uma imagem de arte folclórica de judeus em contato obsceno com uma grande porca (porco fêmea), que no judaísmo é um animal impuro, que apareceu durante o século XIII na Alemanha e alguns outros países europeus; sua popularidade durou mais de 600 anos. Na Alemanha nazista, classes de crianças alemãs foram enviadas para ver a Judensau em igrejas alemãs e o termo permanece como um insulto neonazista.

## Antecedentes e imagens

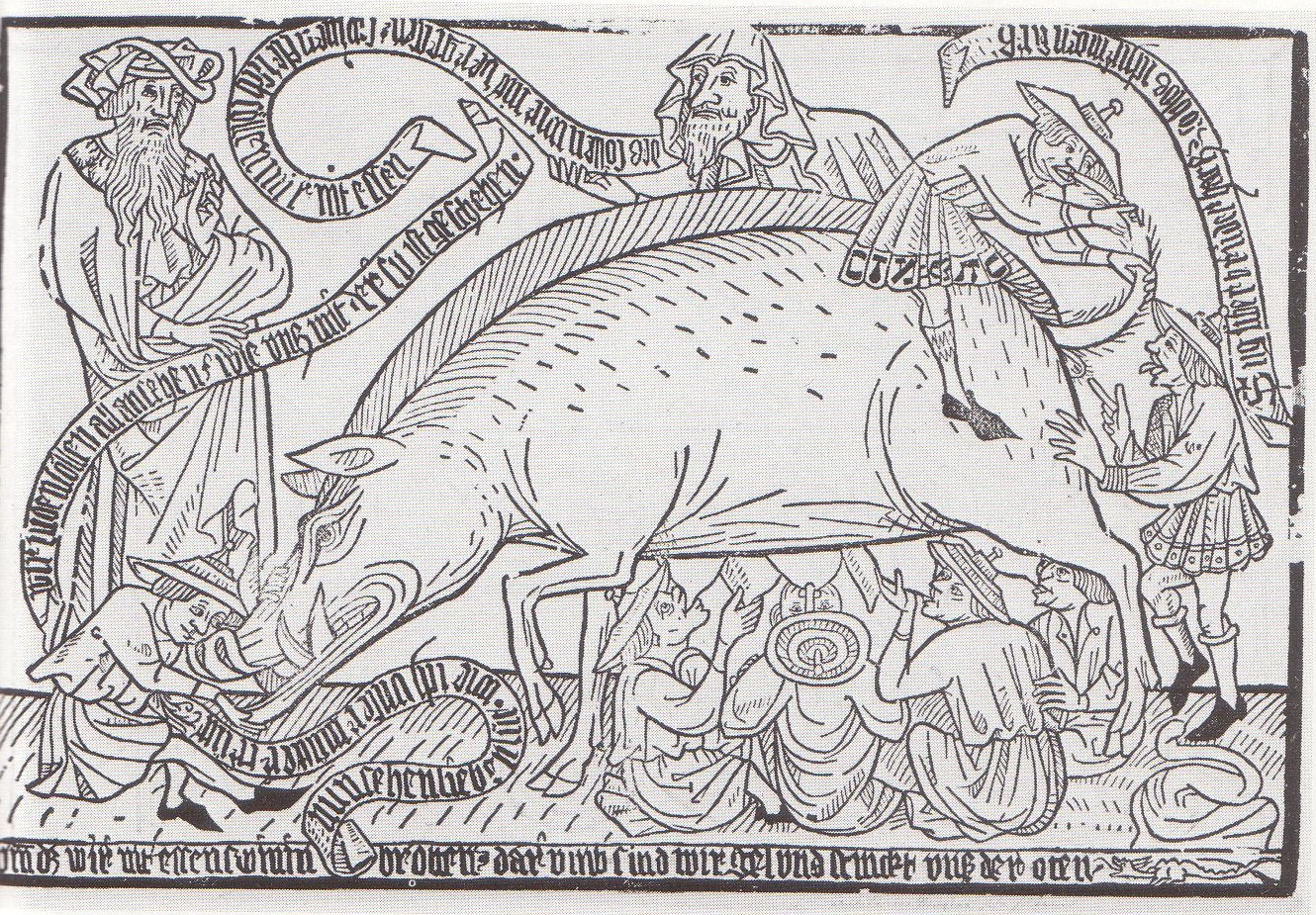
Xilogravura da Kupferstichkabinet, Munique, ca. 1470, mostrando um Judensau. Os judeus (identificado pelos Judenhut) estão se amamentando de um porco e comendo seus excrementos. As bandeirolas exibem rimas zombando os judeus.

A proibição judaica de comer carne de porco vem da Torá, no livro de Levítico, capítulo 11, versículos 2 a 8. A disposição  dos judeus ao redor, amamentando-se e tendo relações sexuais com o animal (por vezes considerado como o diabo), é uma zombaria do judaísmo e exemplo de propaganda antissemita.
A imagem aparece na Idade Média, principalmente em esculturas nas paredes de igrejas ou catedrais, frequentemente no lado de fora onde poderia ser visto da rua (por exemplo, em Wittenberg e Regensburg), mas também em outras formas. A primeira aparição conhecida parece estar na parte de baixo de um assento de madeira na catedral de Colônia, datado de cerca de 1210. O primeiro exemplo em pedra data de cerca de 1230 e está localizado no claustro da catedral de Brandemburgo. Por volta de 1470, a imagem apareceu em forma de xilogravura e, depois disso, foi frequentemente copiada em gravuras populares, muitas vezes com comentários antissemitas. Uma pintura de parede na torre da ponte de Frankfurt am Main, construída entre 1475 e 1507, perto da porta de entrada para o gueto judeu e demolida em 1801, foi um exemplo especialmente notório e incluiu uma cena do ritual de assassinato de Simão de Trento

## Judensau em Wittenberg

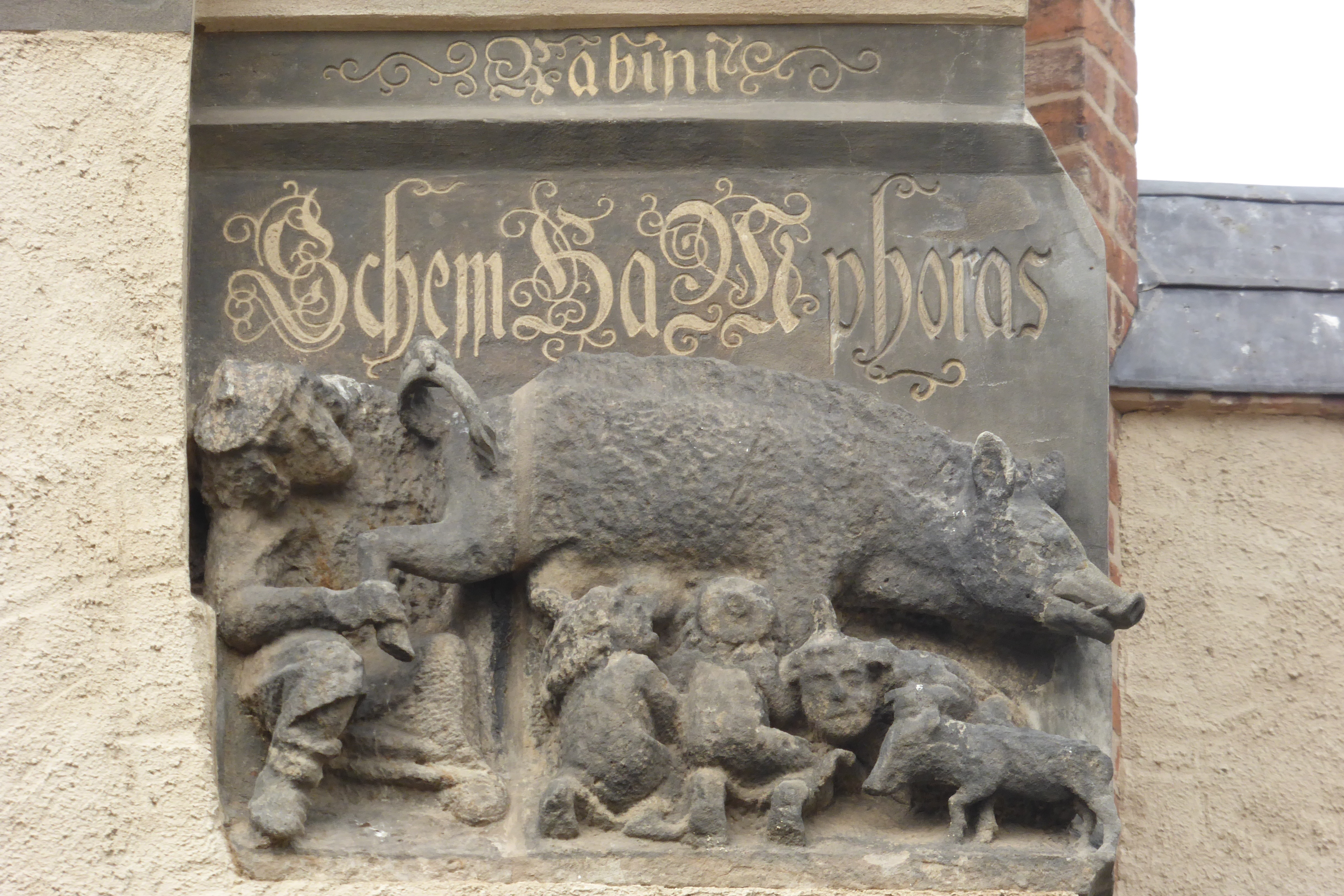
A Judensau em Wittenberg.

A cidade de Wittenberg contém uma Judensau de 1305, na fachada da Stadtkirche, a igreja onde Martinho Lutero pregou. Retrata um rabino que olha por baixo da cauda da porca e outros judeus bebendo de suas tetas. Uma inscrição diz "Rabini Schem HaMphoras,", jargão que presumivelmente degrada o "shem ha-meforasch" (veja Shemhamphorasch). A escultura é um dos últimos exemplos remanescentes na Alemanha de activo antissemitismo  medieval. Em 1988, por ocasião do 50º aniversário da Kristallnacht, surgiu um debate sobre o monumento, que resultou na adição de uma placa comemorativa no solo,  cuja inscrição afirma que seis milhões de judeus foram assassinados "sob o sinal da cruz". Billie Ann Lopez comenta que a placa memorial "reconhece os séculos de hostilidade da Igreja contra os judeus, que até certo ponto contribuíram para o assassínio dos judeus pelos nazis" no Holocausto. 
Em Vom Schem Hamphoras (1543), Lutero comenta sobre a escultura da Judensau em Wittenberg, ecoando o antissemitismo da imagem e localizando o Talmude nas entranhas da porca:
| “ | Aqui na nossa igreja em Wittenberg está uma porca esculpida em pedra. Jovens porcos e judeus estão se amamentando dela. Atrás da porca, um rabino está curvado sobre a porca, levantando a sua perna direita, segurando a cauda ao alto e olhando intensamente sob o rabo para dentro do Talmud, como se estivesse lendo algo intenso ou extraordinário, que é certamente o lugar onde eles pegam suas Shemhamphoras. . | ” |

Em julho de 2016, o Dr. Richard Harvey, um teólogo judeu messiânico do Reino Unido, iniciou uma petição no site change.org para remover a Judensau de Wittenberg.
Em fevereiro de 2020, um tribunal alemão rejeitou um caso no qual se pedia que fosse retirada da parede da igreja a imagem. Os magistrados consideraram que a imagem “não prejudica a reputação dos judeus”, estando “inserida” num contexto mais amplo.

## Lista parcial

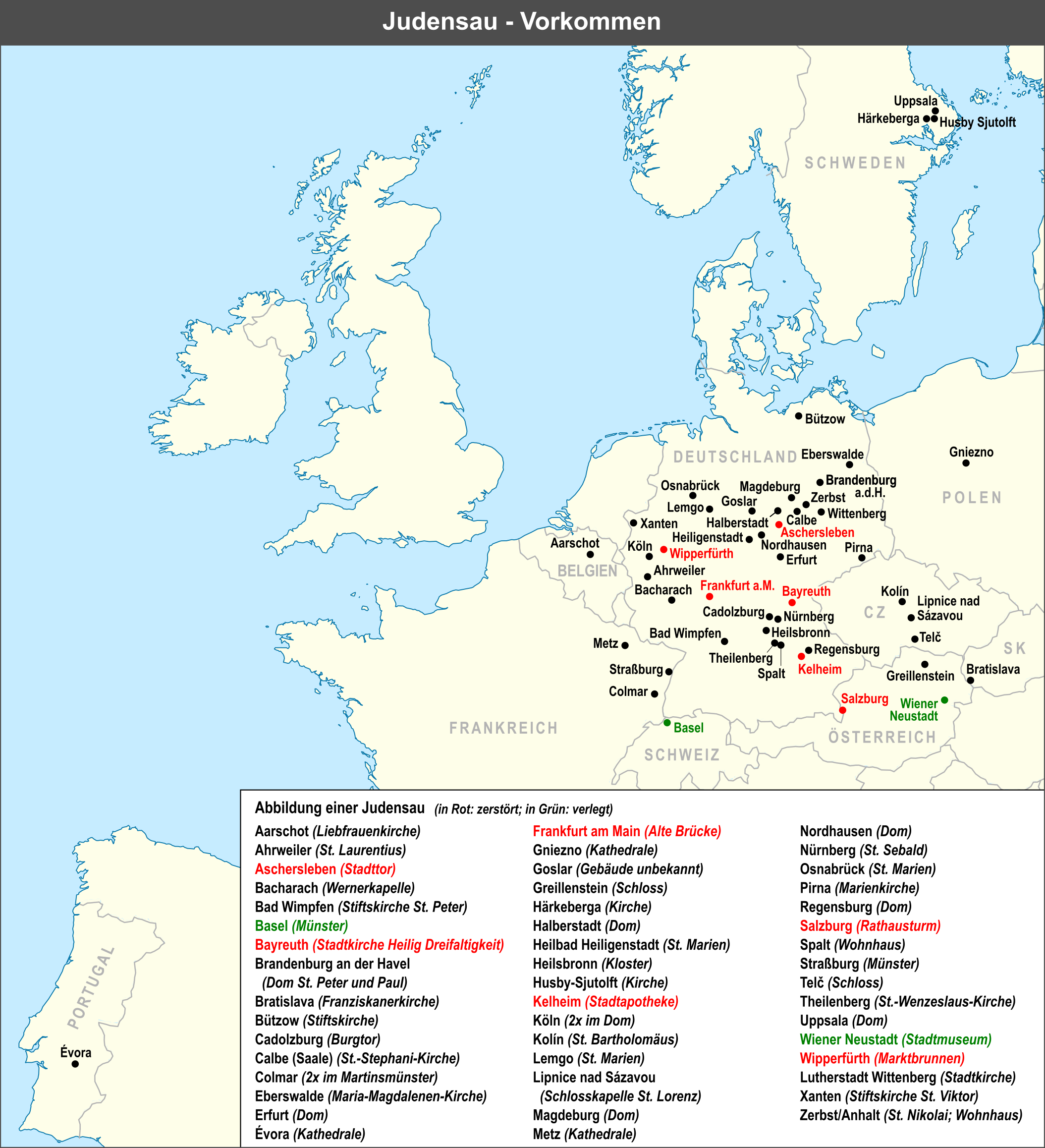
Lista de mapas (em Alemão) da presença de imagens de Judensau em igrejas da Europa central; em vermelho, as que foram removidas

Algumas dessas esculturas ainda podem ser encontradas em algumas igrejas hoje.
- Aarschot na Bélgica (Igreja de Nossa Senhora)
- Basel na Suiça (Catedral)
- Brandemburgo (Catedral)
- Cadolzburg
- Colmar na França em (Église Saint-Martin – 2 representações)
- Cologne (Judensau nas bancas do coro da Catedral – provavelmente o primeiro exemplo, e na Igreja de São Severino)
- Eberswalde
- Erfurt (Catedral)
- Heilsbronn (Catedral)
- Gniezno (Catedral)
- Lemgo (St. Marien)
- Magdeburg (Catedral)
- Metz na França (Catedral)
- Nuremberg (Igreja de São Sebaldo)
- Regensburg (Catedral)
- Remagen (Poste do Portal)
- Estrasburgo (Catedral, na capital)
- Uppsala na Suécia (Catedral)
- Wiener Neustadt na Áustria
- Wimpfen (Igreja de São Pedro)
- Vitemberga (Igreja da Cidade)
- Xanten (Catedral)
- Zerbst (Igreja de São Nicolau)

## Galeria de imagens

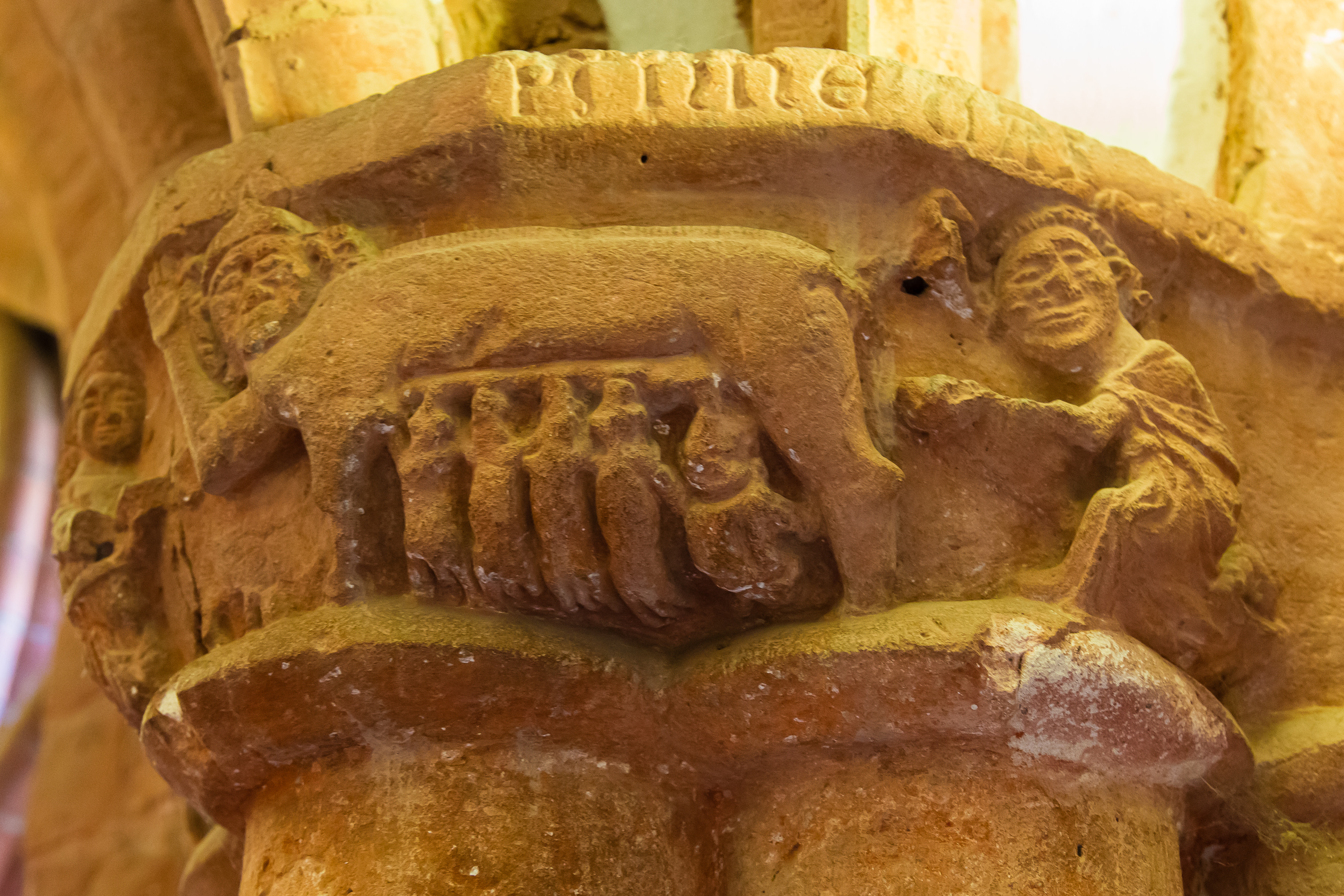
Judensau na Catedral de Brandenburg
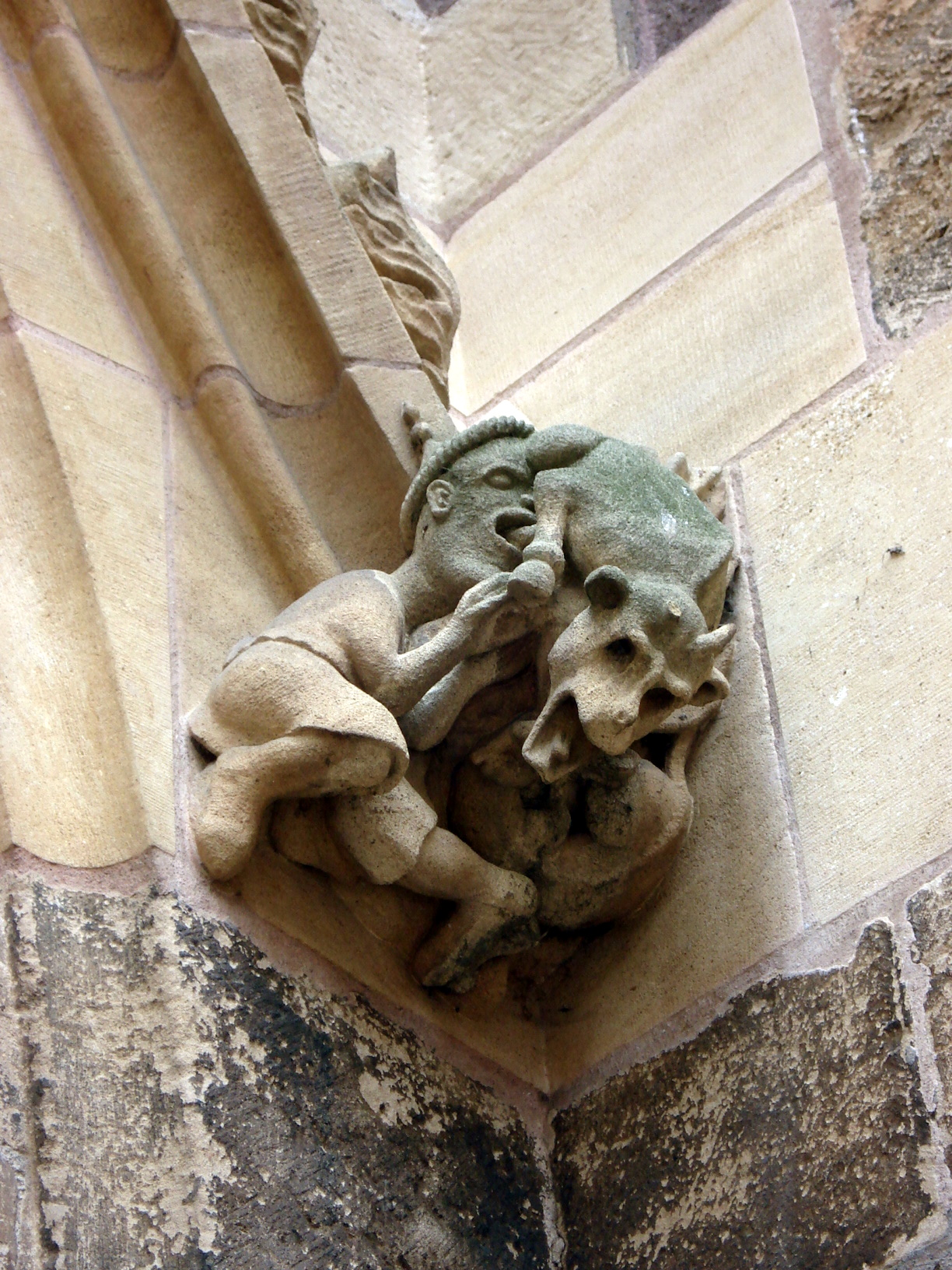
Judensau na Catedral de St. Martin em Colmar
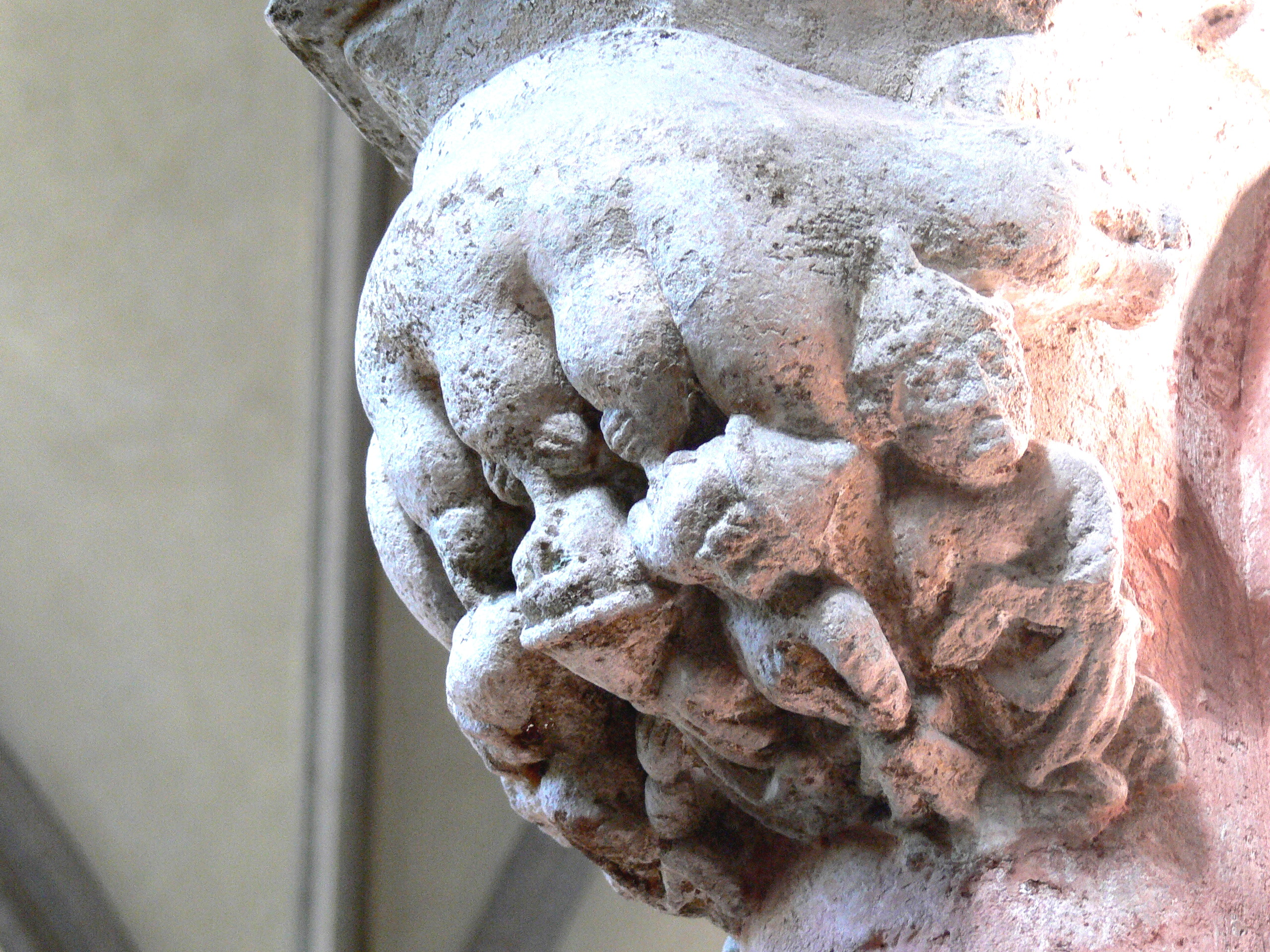
Judensau na Catedral em Heilsbronn
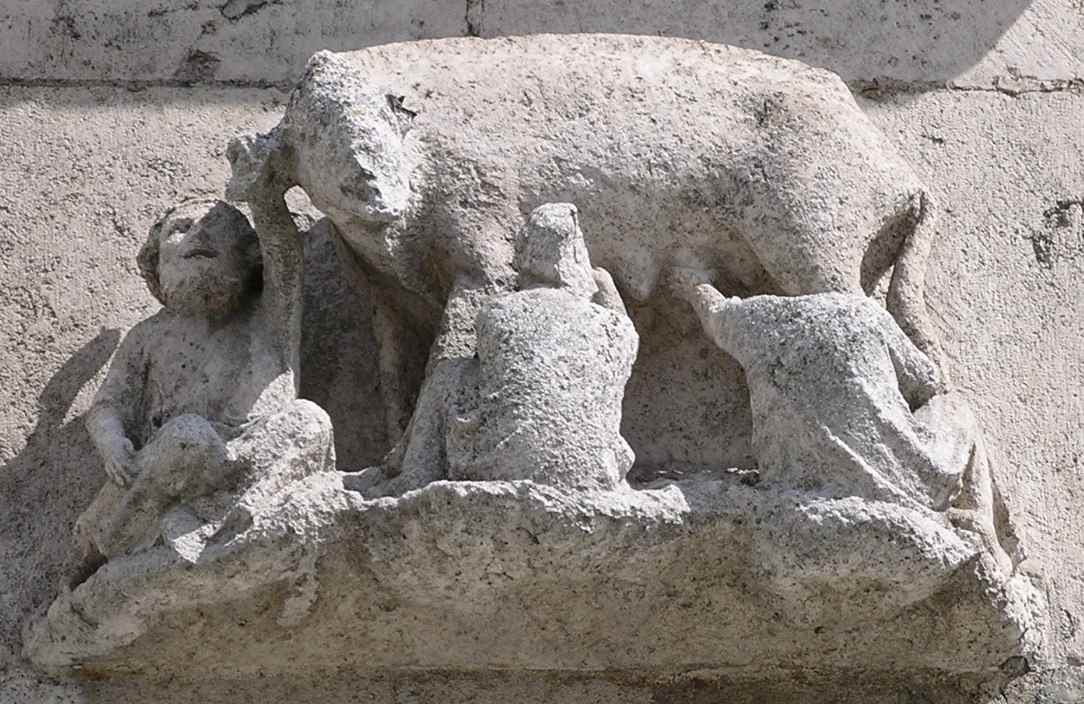
Judensau na Catedral de São Pedro em Regensburg
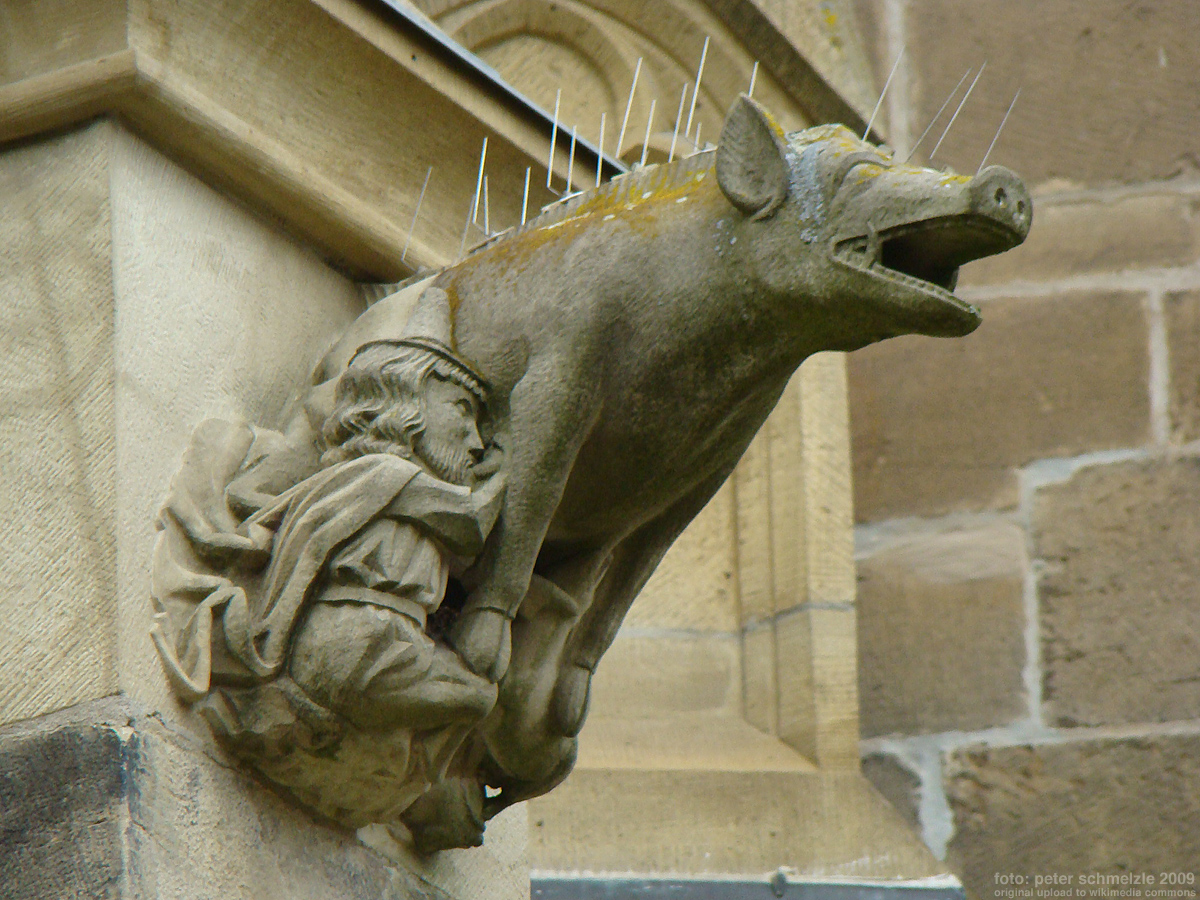
Judensau na basílica em Wimpfen
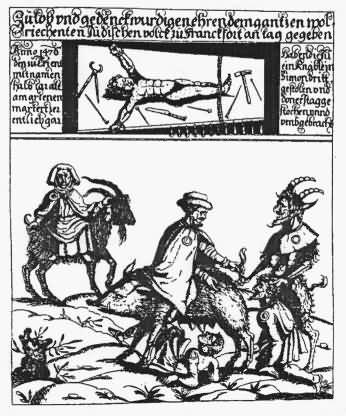
Xilogravura da torre da ponte em Frankfurt, mostrando o martírio de Simão de Trento acima de um Judensau
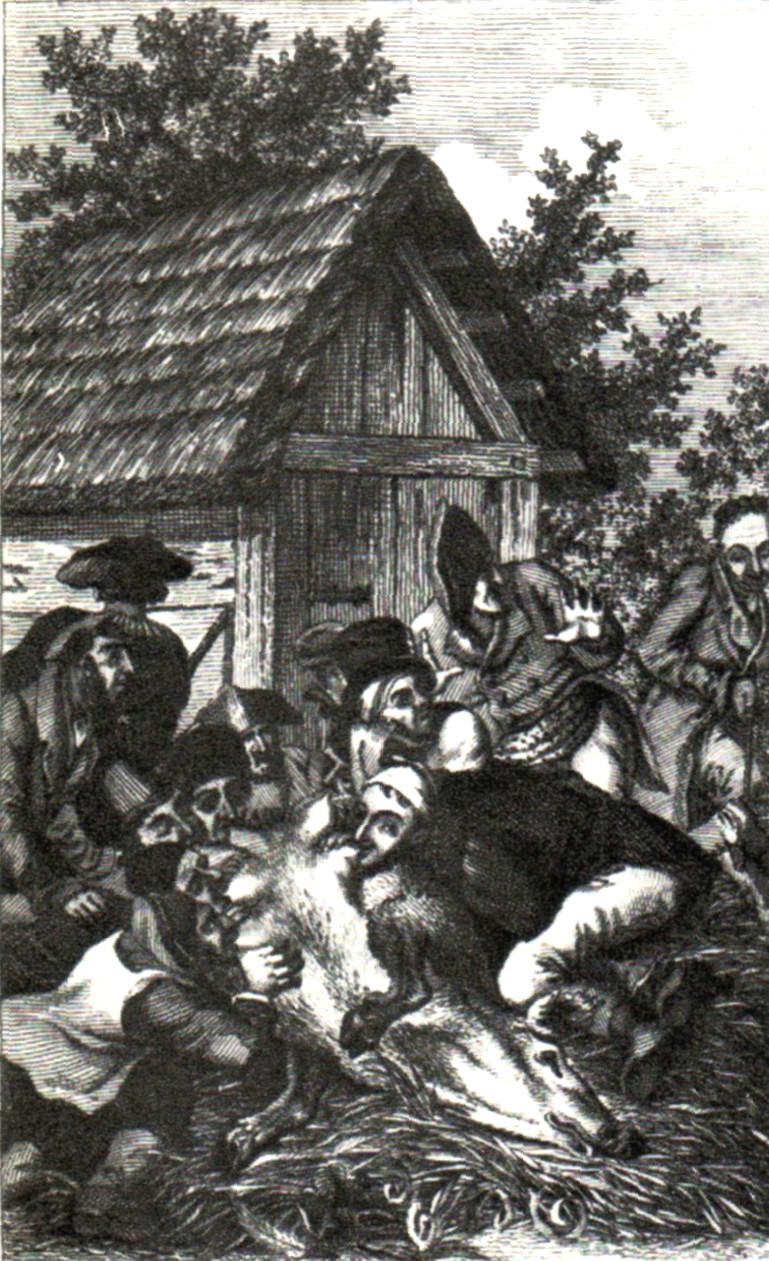
Ilustração de um livro antissemita (Aarau 1822)